# 奥特怪兽拟人化计划
超級怪兽擬人化計畫（日语：ウルトラ怪獣擬人化計画）是圆谷制作公司在《奥特曼》系列作品发布50周年之际推出的怪兽拟人化网络短剧（也就是俗稱的泡麵番）。